# Tidolus parvus
Tidolus parvus är en mångfotingart som först beskrevs av Chamberlin 1918.  Tidolus parvus ingår i släktet Tidolus och familjen Atopetholidae. Inga underarter finns listade i Catalogue of Life.